# Armand-Louis de Gontaut Biron
Pour les articles homonymes, voir Biron.
Armand-Louis de Gontaut-Biron, comte de Biron à sa naissance, marquis de Gontaut (1758), duc de Lauzun (1766), puis duc de Biron et pair de France (1788), est un aristocrate et militaire français né à Paris le 13 avril 1747 et guillotiné à Paris le 31 décembre 1793, neveu du maréchal de Biron.

## Biographie
Issu de la maison de Gontaut, il naît à Paris, paroisse Saint-Eustache, le 13 avril 1747, fils de Charles-Antoine-Armand marquis, puis duc de Gontaut, et de Antoinette-Eustachie Crozat du Châtel (1727-1747). Sa naissance coûte la vie à sa mère. Par cette dernière, il est l'arrière-petit-fils du financier Antoine Crozat, marquis du Châtel (1655-1738).
D'après plusieurs mémorialistes et historiens, il serait en réalité le fils du duc de Choiseul, amant de sa mère,.
Armand Louis de Gontaut-Biron a une jeunesse orageuse et en janvier 1761, quelques mois avant son quatorzième anniversaire, il intègre le régiment des Gardes françaises, alors commandé par son oncle le duc de Biron, avec le grade d'enseigne à drapeau. La même année, il est nommé sous-lieutenant, passe lieutenant en février 1764, puis aide-major surnuméraire en février 1766.
À 19 ans, en février 1766, il épouse Amélie de Boufflers, fille de Charles-Joseph de Boufflers, 3e duc de Boufflers et pair de France, et de Marie Anne Philippine Thérèse de Montmorency. Le couple vit presque toujours séparé et n'aura pas d'enfant.
Armand-Louis de Gontaut-Biron est créé duc de Lauzun en 1766, par brevet d'honneur du roi Louis XV, à l'occasion de son mariage, et il reçoit un brevet de colonel en 1767.
Il est nommé capitaine-commandant de la compagnie colonel des Gardes françaises en octobre 1767. En 1769, il se bat en Corse sans ordre ni autorisation, mais avec un grand courage : il reçoit pour cette campagne, par dispense d'âge, la croix de chevalier de Saint-Louis. Il reçoit le commandement de la Légion Royale en février 1774, avant de prendre le commandement du régiment Royal-Dragons en 1776.

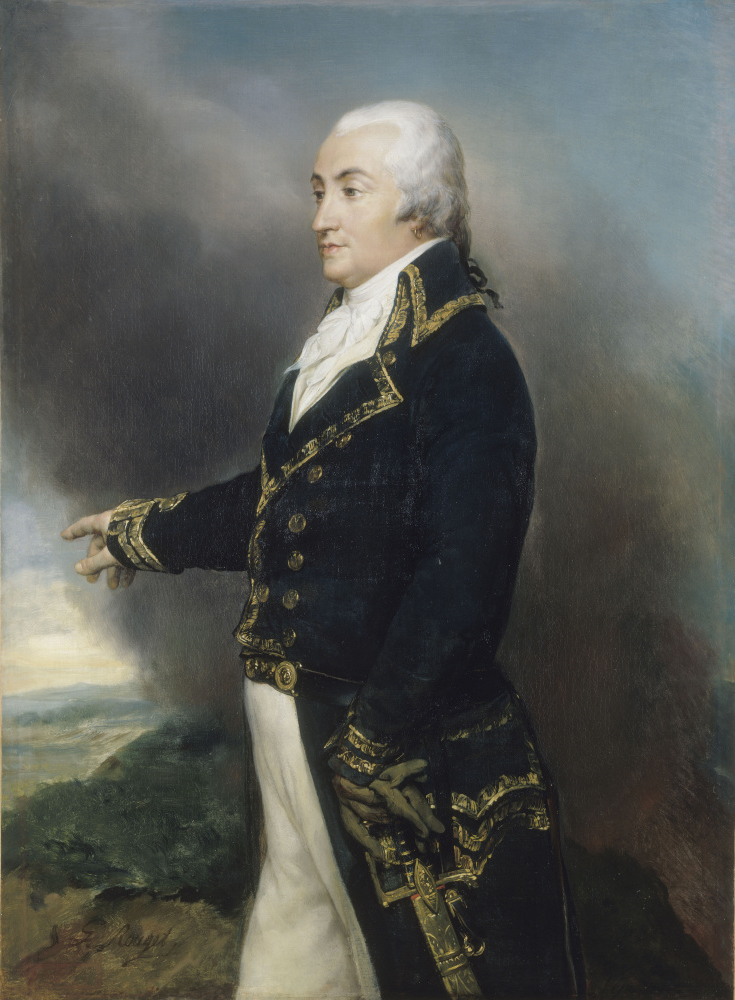
Armand-Louis de Gontaut, duc de Biron, général en chef de l'armée du Rhin (1747-1793), Georges Rouget, 1834.

Le 11 mars 1778, il vend les biens de sa baronnie du Châtel en Bretagne, provenant de sa mère (comprenant les terres de Lorient, Châtel, Carman et Recouvrance) à Henri Louis Marie de Rohan, prince de Rohan-Guéméné, qui fait peu de temps après, le 2 octobre 1782, une faillite retentissante.
Il se porte volontaire pour servir contre l'Angleterre, lors de la Guerre d'indépendance américaine. Le 1er septembre 1778, il obtient le commandement du Corps des volontaires étrangers de la Marine, fort à l'origine de 8 légions. Il est alors chargé de commander l'expédition de conquête du Sénégal (1778-1779).
Nommé brigadier de dragons le 1er mars 1780 sous les ordres de Rochambeau, il devient colonel-propriétaire de la Légion des volontaires étrangers de Lauzun, ancienne 2e Légion des volontaires étrangers de la Marine le 5 mars 1780, jouant à sa tête un rôle décisif dans la guerre d'indépendance américaine, notamment au siège de Yorktown en octobre 1781 - combat de Gloucester.
Il est chargé de porter au roi Louis XVI la nouvelle de la victoire de Yorktown. De retour aux États-Unis, il rentre définitivement en France en juin 1783. Pour son action en Amérique, il devient en 1783 mestre de camp-propriétaire du régiment des hussards de Lauzun, 6e régiment de hussards en 1791, qui devient 5e régiment de hussards en 1793. Il est promu maréchal de camp le 1er janvier 1784.
Il est élu député aux États généraux de 1789 par la noblesse des bailliages de Cahors et Montauban, dans le Quercy, avec un cahier exigeant le vote par ordre. Après la déclaration royale introduisant dans certains cas le vote par tête, il obtient l'accord de ses commettants. Il fait partie du comité des finances et intervient sur l'organisation de la Poste aux chevaux. Il s'oppose au service militaire personnel et au système du remplacement. Le 22 juin 1791, il prête le serment des militaires, il vote pour les assignats et pour le rattachement d'Avignon.
Franc-maçon depuis 1773, il prend à plusieurs reprises la défense du duc d'Orléans. Membre du Club de 1789 en 1790, il entre en juillet 1791 au Club des Feuillants. À partir de cette époque, il se fait appeler le général Biron.
En effet, devenu lieutenant-général le 13 janvier 1792, puis général d'armée le 9 juillet suivant, sous la Convention, il combat d'abord à l'armée du Nord puis à l'armée du Rhin. Le 16 décembre 1792, il prend le commandement de l'armée du Var, qui devient l'armée d'Italie, en remplacement du général Anselme, il repousse les Piémontais du comté de Nice. À partir de mai 1793, il commande l'armée des côtes de La Rochelle contre les Vendéens. Il prend Saumur sur les Vendéens et les bat à Parthenay.
Il n'en est pas moins accusé de trahison par le Comité de salut public, pour avoir offert sa démission. Traduit devant le tribunal révolutionnaire, il est arrêté le 29 juillet 1793, incarcéré et guillotiné le 31 décembre 1793, place de la Révolution à Paris. Son épouse Amélie de Boufflers, est guillotinée à son tour le 9 messidor an II (27 juin 1794). Son père lui survit jusqu'en 1798.

## Mémoires
Lauzun a rédigé des Mémoires qui vont de 1747 à 1783. Le manuscrit original n'ayant pas été retrouvé, c'est à partir de copies circulant sous l'Empire qu'a été édité, une douzaine de fois jusqu'à aujourd'hui, un texte, dont l'authenticité est toutefois confirmée par Talleyrand.
Une première édition parait en 1822. En ont été retirés ou y ont été modifiés quelques passages pouvant laisser supposer une liaison entre Marie-Antoinette et Lauzun.
Ces passages réapparaissent en 1833, dans un parallèle entre les phrases expurgées et une version manuscrite, présentée comme originale. Entretemps, les Mémoires de Madame Campan avaient, opportunément, dédouané la reine de toute faiblesse envers le séduisant courtisan, « original dans l'esprit, chevaleresque dans les manières. »
La première édition « sans suppressions » parait en 1858 avec une biographie par Louis Lacour.
Paraissent ensuite plusieurs éditions critiques et annotées parmi lesquelles celles présentées par François Barrière, Georges d'Heylli (Edmond Poinsot), Maurice Vitrac et Arnould Galopin, Pol André, Edmond Pilon, Albert Flament, Jean-Jacques Fiechter.
La dernière en date (2017) est l'édition critique présentée et annotée par Jean-Pierre Guiccardi.
Ses Mémoires vont de 1747 à 1783 et ont alimenté, tout au long des deux derniers siècles, une polémique sur son éventuelle liaison avec la reine Marie-Antoinette.

## Source et bibliographie
- Marie-Nicolas Bouillet  et Alexis Chassang (dir.), « Armand-Louis de Gontaut Biron » dans Dictionnaire universel d’histoire et de géographie, 1878 (lire sur Wikisource)
- Yves Guéna, Moi, duc de Lauzun, citoyen Biron : roman, Paris, Flammarion, 1997, 429 p. (ISBN 978-2-08-067513-2)
- Le Comte de LORT de SÉRIGNAN, Un duc et pair au service de la Révolution, Le Duc de Lauzun, (Général Bidon) 1791-1792, Correspondance intime, publiée pour la première fois in-extenso sur le manuscrit original des archives historiques de Ministère de la Guerre, Paris, Perrin et Cie, Libraires-Éditeurs, 1906
- Gérard-Antoine Massonni, « Armand Louis de Gontaut Biron, duc de Lauzun, Mestre de camp propriétaire du régiment de Lauzun Houzards », dans Vivat Hussar, Revue de l'association des Amis du Musée International des Hussards, Tarbes, Musée International des Hussards, 2006, no 41, p. 52-60.
- Gaston Maugras, La Fin d'une société. Le duc de Lauzun et la cour de Marie-Antoinette, Paris, E. Plon, Nourrit et Cie, 1909, III-551 p. (lire en ligne).
- Benedetta Craveri, Les derniers libertins, Paris, Flammarion, 2016